# Сандерс, Джеральд Роберт
Джеральд Роберт Сандерс (Джерри Сандерс) (родился 14 июля 1950 года) — американский политик и сотрудник правоохранительных органов из Сан-Диего, Калифорния. Он служил 34-м мэром Сан-Диего и был начальником полиции. С декабря 2012 года он является президентом и генеральным директором Региональной торговой палаты Сан-Диего.

## Личная жизнь
Сандерс родился в 1950 году в Сан-Педро в Лос-Анджелесе, Калифорния. Его альма-матер – Колледж Сан-Диего Мирамар, Государственный университет Сан-Диего и Национальный университет. Он также был членом братства Sigma Alpha Epsilon в штате Сан-Диего. Сандерс живет в районе Кенсингтон в Сан-Диего со своей женой Раной Сэмпсон. У него две дочери, Лиза и Джейми. Его брат, Том Сандерс, был художником-постановщиком, номинированным на «Оскар». 

## Полиция Сан-Диего
На последнем курсе Университета штата Сан-Диего Джерри Сандерс стал офицером полиции Департамента полиции Сан-Диего. Он служил в отделении полиции с 1973 по 1999 год, а с 1993 по 1999 год занимал должность начальника полиции. Как начальник полиции Сандерс и сотрудники отдела получили национальное признание.  За работу с общественной полицией и снижение уровня преступности на 40%, включая снижение количества убийств на 67% за шесть лет его пребывания на посту начальника . Сандерс также реорганизовал департамент, сделав его более отзывчивым к сообществу, охватив районы и задействовав более 1000 добровольцев для удовлетворения потребностей общественной безопасности Сан-Диего.  До своего назначения командиром дивизии, был капитаном полиции, затем лейтенантом полиции, был командиром полицейской академии в учебном центре уголовного правосудия Сан-Диего — Полицейской академии в колледже Мирамар.
Он был командиром группы спецназа Сан-Диего во время резни в Сан-Исидро Макдональдс в 1984 году, и его руководство трагедией, в результате которой погиб двадцать один человек, вызвало критику со стороны мексикано-американского сообщества города. В результате газета La Prensa San Diego назвала Сандерса «непригодным для должности мэра». 

## Общественная работа
Сандерс покинул полицейское управление в 1999 году, чтобы стать президентом и генеральным директором United Way округа Сан-Диего. Он также был председателем общественной кампании United Way в 2002 году.
В июле 2002 года Сандерс был назначен в правление Американского Красного Креста в Сан-Диего/Имперском отделении округов после того, как предыдущий генеральный директор был уволен после разногласий по поводу лесного пожара в Альпайне, в Калифорнии . Сандерс помог нанять контр-адмирала ВМС в отставке Ронне Фромана на пост генерального директора и поддержал преобразование местного отделения, что привело к поддержке жертв лесного кедрового пожара, похвале от бывших критиков за прозрачность усилий по сбору средств и обновлению персонала. Реорганизация, которая существенно снизила накладные расходы. 

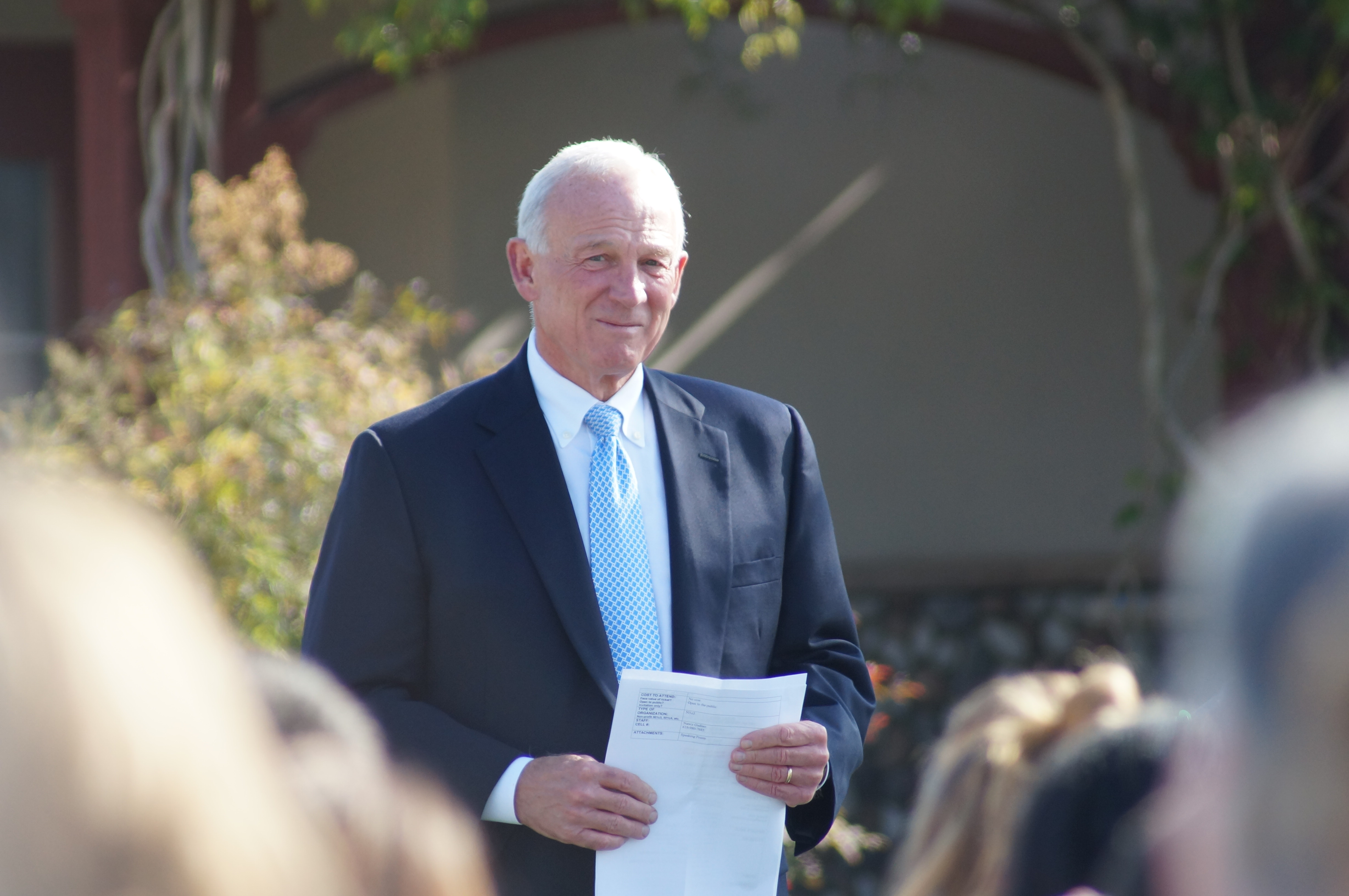
Мэр ждет выступления на выпускной церемонии Детского центра Сан-Диего, 2012 г.

Сандерс также активно работал в частном секторе, выступая в качестве партнера-основателя и консультанта для местных высокотехнологичных стартапов, занимающихся национальной безопасностью и оценкой инфраструктуры. В настоящее время он является председателем правления Фонда полиции Сан-Диего, созданного для сбора частных средств на оборудование и программы SDPD. Он является членом правления STAR/PAL, отделения Национального общества рассеянного склероза в Сан-Диего, консультативного совета декана Университета штата Сан-Диего и Coronado First Bank (в организации). Также Сандерс входил в состав Совета банка Wells Fargo Community Bank, Совета Центра посредничества, Совета Национальной конференции по вопросам сообщества и правосудия, консультативного совета Института юстиции Веры по вопросам приемных детей и Детской инициативы. Сандерс был номинирован в совет управляющих Национального Красного Креста. 

## Мэр

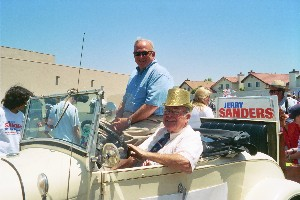
Джерри Сандерс на параде 4 июля 2005 года в районе Мира-Меса в Сан-Диего с Джоном Виттом из Совета по образованию округа за рулем.

Джерри Сандерс был избран мэром на внеочередном втором туре выборов, состоявшемся 8 ноября 2005 года, после отставки мэра Дика Мерфи в связи с пенсионным скандалом в Сан-Диего. Он получил 54% голосов против члена городского совета Донны Фрай. Сандерс был первым мэром Сан-Диего в рамках «сильной системы мэров» городского правительства. Сандерс являлся членом Коалиции мэров против незаконного оружия , организации, созданной в 2006 году под сопредседательством мэра Нью-Йорка Майкла Блумберга и мэра Бостона Томаса Менино. По совпадению, когда Блумберг вышел из Республиканской партии в 2007 году, Сан-Диего стал крупнейшим городом США с мэром-республиканцем.
19 сентября 2007 года Сандерс резко отказался от своей публичной оппозиции однополым бракам, прежде чем подписать резолюцию городского совета, направленную на отмену государственного запрета на однополые свадьбы. Он произнес слезливую речь, в которой объяснил, что не может сказать своей дочери Лизе, которая является лесбиянкой, что ее отношения с партнером не так важны, как отношения гетеросексуальной пары, и что он «решил руководить своим сердцем. ... отстаивать равенство и социальную справедливость». 
В 2008 году Сандерс выиграл переизбрание у бизнесмена Стива Фрэнсиса.  Он покинул свой пост 3 декабря 2012 г. из-за ограничения срока полномочий. На следующий день он стал президентом и генеральным директором Региональной торговой палаты Сан-Диего. 

## В популярной культуре
- В эпизоде 2012 года «Масляные шарики» шестнадцатого сезона «Южного парка» Сандерс появляется в музыкальном видео о мастурбации в Сан-Диего (отсылка к Джейсону Расселу), где он продвигает город и предлагает людям «попробовать отшлепать его на одной из наших очаровательных городских улиц» и его новый девиз «кончи, разгрузись». [9]

## Использованная литература
1. ↑  "The Hollywood Reporter gives kudos to San Diego and Mayor Sanders returns the favor" Aguilar Jr., Robert, Examiner.com, March 3, 2009
2. ↑  How Crime's Changed in San Diego: 12 Graphics (4 октября 2012). Дата обращения: 31 марта 2022. Архивировано 6 марта 2019 года.
3. ↑  Múñoz, Daniel (19 августа 2005). Former San Diego Police Chief Jerry Sanders Unfit to be Mayor. La Prensa San Diego. La Prensa. Архивировано из оригинала 18 апреля 2012. Дата обращения: 9 июля 2007.
4. ↑  A new Red Cross: Chapter's fire response inspires confidence. San Diego Union-Tribune. 21 декабря 2003.
5. ↑  Mayors Against Illegal Guns: Coalition Members. Архивировано из оригинала 18 января 2008 года.
6. ↑  Tony Perry, S.D. mayor supports suit for gay marriage, Los Angeles Times, September 20, 2007.
7. ↑  Sanders declares victory in Mayor's race Архивная копия от 7 июня 2008 на Wayback Machine, San Diego Union Tribune, June 3, 2008
8. ↑  Jerry Sanders To Lead San Diego Chamber Of Commerce. KBPS. 8 ноября 2012. Архивировано 12 апреля 2019. Дата обращения: 19 ноября 2012.
9. ↑  South Park creators poke fun at San Diego. The San Diego Union-Tribune. 12 апреля 2012. Архивировано 9 июня 2017. Дата обращения: 11 июня 2017.

## Внешние ссылки
- Видео пресс-конференции мэра 19 сентября 2007 г. по однополым бракам
- Интервью мэра касательно решения об однополых браках